# Michaelisova–Beckerova reakce
Michaelisova–Beckerova reakce je reakce hydrogenfosfonátu se zásadou následovaná nukleofilní substituční reakcí organofosforečné sloučeniny a halogenalkanu za vzniku alkylfosfonátu. Výtěžnost často bývá nižší než u odpovídající Michaelisovy–Arbuzovovy reakce.